# Klaus Beer
Klaus Beer, född 14 november 1942 i Legnica i nuvarande Nedre Schlesiens vojvodskap, Polen, död 8 juni 2023, var en tysk friidrottare som tävlade för Östtyskland inom längdhopp.
Beer blev olympisk silvermedaljör i längdhopp vid sommarspelen 1968 i Mexico City.